# Ingrid Kaiserfeld
Ingrid Kaiserfeld (* 16. Januar 1961 in Pernegg, Österreich) ist eine österreichische  Opernsängerin (Sopran). Sie ist vor allem als Mozartinterpretin bekannt, insbesondere durch ihre über 80 Mal gesungene Königin der Nacht (Die Zauberflöte).

## Leben

### Frühe Jahre
Ingrid Kaiserfeld absolvierte ihr Studium an der Grazer Musikhochschule. Vorerst als Konzertsängerin tätig, wechselte sie nach einigen Jahren auf die Opernbühne in Graz. Dort sang sie nach ihrem Debüt als Lisa (Land des Lächelns) unter anderem Nedda (Pagliacci), Lucia (Lucia di Lammermoor) und Irene (Belisario). In Graz gelangen ihr erste Karrierehöhepunkte als Gilda (Rigoletto) und Donna Anna (Don Giovanni), die von Presse und Publikum sehr lobend aufgenommen wurden.
Von 1998 an war sie Ensemblemitglied der Wiener Staatsoper, wo sie u. a. die 1. Dame (Die Zauberflöte), Musetta (La Bohème) und Rosalinde (Die Fledermaus) sang. Seit 2002 ist sie freischaffende Künstlerin. Zum Studienjahr 2012/13 übernahm Ingrid Kaiserfeld eine Gesangsprofessur an der Hochschule für Musik und Theater München.

### Internationale Auftritte
2001 erfolgte ihre erste Königin der Nacht (Die Zauberflöte) in Basel. Dazu schrieb die Kritik der NZZ: „… aus den Märchenfiguren werden unversehens Menschen. Das gilt… für die Königin der Nacht, die ebenso um ihre Tochter wie um ihre Macht kämpft. Ingrid Kaiserfeld hat das vokale Spektrum für beides, lyrische Wärme und Koloraturbrillanz.“ Danach sang sie diese Rolle auch in Frankfurt am Main, beim Mozart Festival La Coruna (Mai 2003), in der Deutschen Oper Berlin, in Toulouse und der Staatsoper Wien, in Lyon und Oper Bastille Paris (beide 2004) und schließlich 2005 in einer Neuproduktion unter Claudio Abbado in Italien und Deutschland (Festspielhaus Baden-Baden) und am Teatro Regio Turin (2006). Das verschaffte Ingrid Kaiserfeld die nötige Aufmerksamkeit, um sich vor allem als Mozart-Interpretin zu etablieren. Es folgten Rollen wie die Donna Anna (Don Giovanni) im Glyndebourne Opera Festival unter Louis Langrée und in der Konwitschny-Inszenierung an der Komischen Oper Berlin. Zitat dazu: „Ingrid Kaiserfeld als ‚Donna Anna‘, ein Koloratursopran voll strahlender Schönheit …ein Genuss, ihr zuzuhören.“
Es folgten 2005 der Fauno (Ascanio in Alba) in Bologna sowie 2006 die Vitellia (La clemenza di Tito) in Caen, die Konstanze in Der Entführung aus dem Serail im Maggio Musicale Fiorentino unter Zubin Mehta, am Mozart Festival La Coruna unter Jesús López Cobos, in der Oper Frankfurt unter Julia Jones, an der Bayerischen Staatsoper München unter Daniel Harding, an der Finnischen Nationaloper Helsinki unter Ralf Weikert und an der Staatsoper Unter den Linden Berlin unter Sebastian Weigle. 2007 sang sie ihre erste Elettra (Idomeneo) im Theater an der Wien.
Abgesehen von ihrem Mozartrepertoire erfolgte 2004 ihr Debüt im Rosenkavalier bei den Salzburger Festspielen.
Im August 2007 erhielt sie eine Einladung zum International Festival of Sacral Music in Riga, Lettland für das Verdi Requiem unter Pier Giorgio Morandi. Es folgte im November 2007 die Rosalinde in einer Neuproduktion der Fledermaus von J. Strauss unter der Regie von Christian Boesch im Teatro Municipal in Santiago de Chile.
2008 spielte sie eine CD – Missa Solemnis von Beethoven – mit Gustav Kuhn ein.
Ihr Debüt an der Mailänder Scala feiert sie 2011 im Rosenkavalier unter Philippe Jordan.